# 中国健身气功协会
中国健身气功协会是中华人民共和国健身气功团体和爱好者等组成的全国性体育组织，由中华全国体育总会领导，会址位于北京市。